# Paula Nascimento
Paula Nascimento (Luanda, 1981) é uma arquiteta e curadora angolana, vencedora de um Leão de Ouro, na Bienal de Veneza de 2013.

## Percurso
O percurso académico de Paula Nascimento passou pela London Southbank, universidade pública e uma das maiores da capital inglesa, e pela Architectural Association, a mais antiga escola de arquitectura independente no Reino Unido.  Após concluir a sua formação, a arquiteta trabalhou no escritório Álvaro Siza Arquitectos, de Álvaro Siza Vieira, um dos mais reconhecidos profissionais da área em Portugal.
Com uma "lista não exaustiva de trabalhos reconhecidos e distinguidos, tanto acima como abaixo da linha do Equador", como escreve o Jornal de Angola, Paula Nascimento abre o seu palmarés com um Leão de Ouro, da Bienal de Veneza, em 2013. O prémio foi-lhe atribuído pela curadoria, conjunta com Stefano Pansera, da exposição fotográfica Luanda, Cidade Enciclopédica, de Edson Chagas.
Em 2019, a arquiteta e curadora assinou o livro Atlantica: Contemporary art from Angola and its diaspora (Hangar Books), com ensaios sobre uma nova perspetiva da arte contemporânea angolana.
Em 2020, foi a curadora responsável pela apresentação do pavilhão de Angola na Expo 2020, no Dubai. No ano seguinte, foi curadora da exposição Rhizome, exibida na base submarina de Bordeaux (França), que reuniu obras de 17 artistas africanos ou da diáspora. Em 2021, foi uma das artistas convidadas pela plataforma Design Indaba para participar no projeto Colors of Africa, da Google Arts & Culture. Com a participação de mais de 60 artistas do continente, o projeto contou, através de uma experiência online e interativa, a perspetiva e memória de cada artista sobre as cores que para si melhor representam os seus respetivos países.
Na sua jornada de criar debate e visibilidade decolonial, dentro e fora de África, para a arte contemporânea afrodescendente, Paula foi também, em 2022, responsável pela curadoria da feira ARCOLisboa, Bienal de Bamako (Mali) e da VII Bienal de Lubumbashi (República Democrática do Congo). Nesta última, Paula é curadora associada.
O seu nome consta ainda na fundação do estúdio de arquitetura Beyond Entropy Africa e do colectivo cultural Pés Descalços.

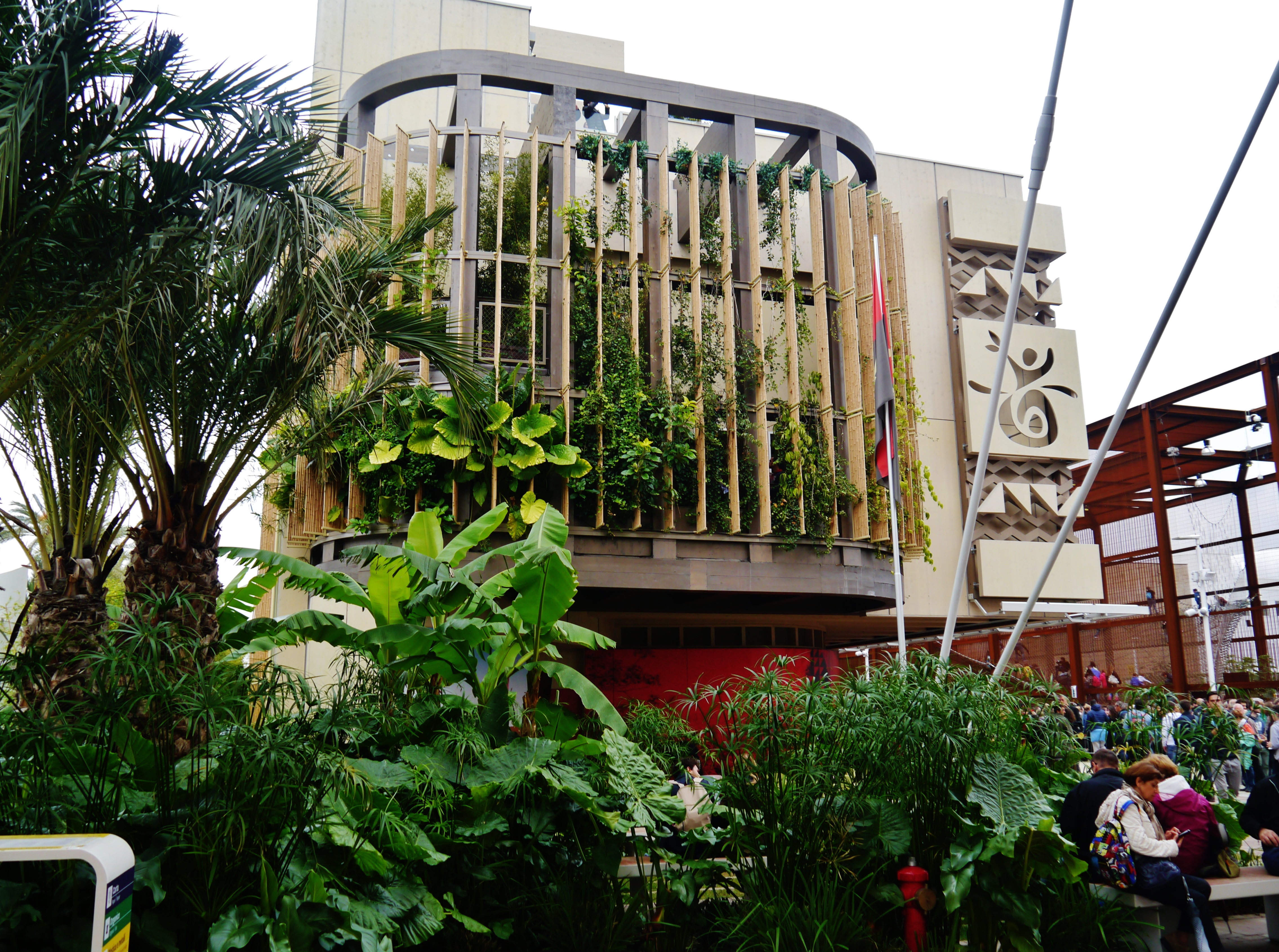
Pavilhão de Angola na Expo de 2015 em Milão, concebido pela arquiteta Paula Nascimento

## Reconhecimento
2022 - PowerList100 Personalidades Mais Influentes da Lusofonia  (Internacional)
2022 - Okwui Enwezor Fellowship Research Grant - ICI  (Internacional)
2017 - African Architecture Awards 2017  (Internacional)
2016 - Prémio 35 Graus (Angola)
2015 - Prémio ArcVision (Internacional)
2013 - Leão de Ouro (Itália)
2013 - Prémio 35 Graus (Angola)